# Xanthidium armatum
Xanthidium armatum là một loài Song tinh tảo trong họ Desmidiaceae, thuộc chi Xanthidium.

## Các phân loài
- Xanthidium armatum var. armatum
- Xanthidium armatum var. cervicorne
- Xanthidium armatum var. fissum
- Xanthidium armatum var. mediolaeve